# James Washington Logue

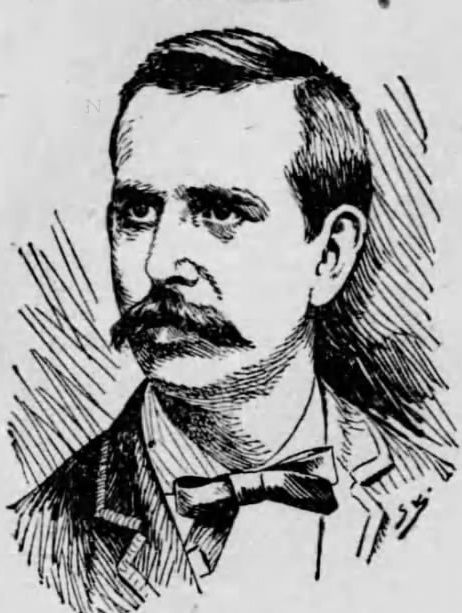
James Washington Logue

James Washington Logue (* 22. Februar 1863 in Philadelphia, Pennsylvania; † 27. August 1925 ebenda) war ein US-amerikanischer Politiker. Zwischen 1913 und 1915 vertrat er den Bundesstaat Pennsylvania im US-Repräsentantenhaus.

## Werdegang
James Logue besuchte die öffentlichen Schulen seiner Heimat sowie das La Salle College. Nach einem anschließenden Jurastudium und seiner 1888 erfolgten Zulassung als Rechtsanwalt begann er in Philadelphia in diesem Beruf zu arbeiten. Gleichzeitig schlug er als Mitglied der Demokratischen Partei eine politische Laufbahn ein.
Bei den Kongresswahlen des Jahres 1912 wurde Logue im sechsten Wahlbezirk von Pennsylvania in das US-Repräsentantenhaus in Washington, D.C. gewählt, wo er am 4. März 1913 die Nachfolge des Republikaners George Deardorff McCreary antrat. Da er im Jahr 1914 nicht bestätigt wurde, konnte er bis zum 3. März 1915 nur eine Legislaturperiode im Kongress absolvieren. Während dieser Zeit wurden der 16. und der 17. Verfassungszusatz ratifiziert.
Im 1918 bewarb sich Logue erfolglos um das Amt des Vizegouverneurs von Pennsylvania. Während des Ersten Weltkrieges arbeitete er für das Büro des Vorsitzenden des Nationalen Verteidigungsrats (Council of National Defense). Im Jahr 1923 war er Sekretär des Inspektionsausschusses für die staatliche Strafanstalt in Ost-Pennsylvania. Er starb am 27. August 1925 in seiner Heimatstadt Philadelphia.